# La Destruction de Sodome et Gomorrhe
La Destruction de Sodome et Gomorrhe est un tableau d'inspiration biblique de John Martin réalisé en 1852. Il est conservé à la Laing Art Gallery de Newcastle upon Tyne.

## Description
Le tableau, une peinture à l'huile sur toile de 136,3 × 212,3 cm (53,7 × 83,6 pouces anglais) est directement inspiré du passage de la Bible relatant la destruction des villes de Sodome et Gomorrhe par Dieu en raison de leur immoralité. Seuls Loth et ses filles y échappent, comme on peut les voir à droite de la composition, séparés de la destruction par un éclair vue à gauche. Sa femme, s'est retournée pour voir le brasier ; elle est transformée en statue de sel, frappée par cet éclair.